# Reddingsmedaille (Rusland)
De Reddingsmedaille was een Russische onderscheiding die in meerdere graden werd uitgereikt voor het redden van mensenlevens. De medaille werd op 17 april 1828 voor het eerst door tsaar Alexander II uitgereikt. In 1855 en 1866 werden nieuwe statuten vastgesteld.
De ronde medaille werd geslagen in de graden groot en klein goud en groot en klein zilveren. De medaille werd toegekend aan een persoon die zijn eigen leven riskeerde om een ander te redden, bijvoorbeeld bij een dodelijk gevaar als verdrinking.
De gouden medailles werden toegekend voor bijzonder opmerkelijk gedrag.
De medaille werd aan het tot een vijfhoek gevouwen lint van de prestigieuze Orde van Sint-Vladimir, bij herhaalde toekenning voorzien van de bijzondere strik voor een heldendaad, op de linkerborst gedragen. Een dergelijke verticaal aangebrachte strik werd in Rusland gedragen op de op het slagveld verworven ridderkruisen. Het bezit van een dergelijke strik bezorgde de drager veel aanzien. Men ziet de strik vooral bij de kleine zilveren medaille.

## De medailles
Op de voorzijde was Alexander II afgebeeld met in het Cyrillisch een rondschrift dat kan worden vertaald als "Door de genade van God Alexander II Keizer en Autocrat van alle Russen" of "Door de genade van God Alexander II Keizer en Koning van Polen".
Op de keerzijde stond in het Cyrillisch of in Latijns letters een drie-regelige tekst die kan worden vertaald als "Want het leven werd gered."
De diameter van de medailles verschilde sterk. Men meet een doorsnede van 28 tot 30 millimeter voor kleine medailles en 50 tot 51 millimeter voor de grote medailles. Er waren acht verschillende afslagen van de medaille, variërend in grote, de gebruikte materialen en de twee versies met markeringen voor Pools gebruik. Polen was deel van het tsarenrijk. De gebruikte materialen waren zilver, goud en verguld zilver.